# То је освојило свет
То је освојило свет (енгл. It Conquered the World) амерички је црно-бели научнофантастични хорор филм из 1956. године, редитеља и продуцента Роџера Кормана, са Питером Грејвсом, Лијем ван Клифом, Беверли Гарланд и Сали Фрејзер у главним улогама. Радња прати научника који помаже ванземаљском чудовишту са Венере да освоји Земљу.
Снимање је почело 3. априла 1956. Када је глумица Беверли Гарланд видела како чудовиште изгледа, шутнула га је и подругљиво прокоментарисала То ће освојити свет?! То је проузроковало да дизајн чудовишта буде знатно промењен. Филм је премијерно приказан 15. јула 1956, као двоструко остварење, заједно са још једним научнофантастичним хорором, Она-чудовиште. Сценариста Чарлс Б. Грифит био је толико разочаран изгледом филма, да је од срамоте тражио да не буде потписан. Међутим, био је изненађен позитивним реакцијама критичара које су уследиле.
Критичари сајта Ротен томејтоуз оценили су филм са високих 80%, док му је публика дала знатно мање, 30%. Слична ситуација је и на осталим сајтовима за прикупљање рецензија о филмовима. Упркос помешаним реакцијама, филм је временом стекао култни статус и често је референциран у популарној култури. Музичар Френк Запа помиње га у уводу своје песме Cheepnis. Неколико сцена из завршнице приказано је у хорор комедији Елвира, господарица таме (1988).
Десет година касније, Лари Бјукенан снимио је нискобуџетни телевизијски римејк, који је премијерно приказан 1967. под насловом Зонтар, створ са Венере.

## Радња
Др Том Андерсон успео је да помоћу свог радио-предајника успостави контакт са ванземаљским створењем са Венере. Чудовиште му обећава да ће спасити човечанство тако што ће људима уклонити осећања и емоције, али то доводи само до патње и смрти. Андерсонова жена, Клер, и његов дугогодишњи колега, др Пол Нелсон, покушавају да зауставе чудовиште и Андерсона.

## Улоге
| Глумац          | Улога               |
| --------------- | ------------------- |
| Питер Грејвс    | др Пол Нелсон       |
| Ли ван Клиф     | др Том Андерсон     |
| Беверли Гарланд | Клер Андерсон       |
| Сали Фрејзер    | Џоун Нелсон         |
| Рас Бендер      | генерал Џејмс Патик |
| Тагарт Кејси    | шериф Н. Џ. Шалерт  |
| Карен Кадлер    | др Елен Питерс      |
| Дик Милер       | наредник Нил        |
| Џонатан Хејз    | каплар Мануел Ортиз |
| Пол Харбор      | др Флојд Мејсон     |
| Чарлс Б. Грифит | др Пит Шелтон       |
| Томас Џексон    | Џорџ Хаскел         |
| Маршал Брадфорд | секретар Плат       |
| Дејвид Макмахон | генерал Карпентер   |
| Пол Блајсдел    | чудовиште           |